# Thompsonella spathulata
Thompsonella spathulata är en fetbladsväxtart som beskrevs av M. Kimnach. Thompsonella spathulata ingår i släktet Thompsonella och familjen fetbladsväxter. Inga underarter finns listade i Catalogue of Life.